# Campeonatos Nacionales Universitarios
Los Campeonatos Nacionales Universitarios, también conocidos como CNU, son la máxima categoría de competición dentro de FENAUDE, el máximo rector deportivo universitario en Chile. A ella pertenecen las universidades de mayor potencial deportivo, debido a que están los centros Educativos del Consejo de Rectores de las Universidades Chilenas (Cruch) más dos universidades privadas de gran nivel.
Participan atletas universitarios de todo el país y normalmente son clasificatorios para eventos de la Federación Internacional de Deportes Universitarios (FISU), para asistir a los nacionales universitarios es necesario clasificar a través del sistema de zonas divididos por su posición geográfica.
Una de las características de los Nacionales Universitarios es la de competir con deportes olímpicos como el tenis de mesa  y la natación y también incluir otros que no están en el programa de los Juegos Olímpicos.
Las sedes son postuladas un año antes y estos torneos se realizan de forma anual en distintas ciudades del país en las fechas entre septiembre y noviembre. 

## Conferencias
| Conferencia                | Acrónimo | Miembros |
| -------------------------- | -------- | -------- |
| FENAUDE ZONA NORTE         | NORTE    | 6        |
| FENAUDE ZONA COSTA         | COSTA    | 5        |
| FENAUDE ZONA METROPOLITANA | RM       | 5        |
| FENAUDE ZONA NORTE         | NORTE    | 6        |
| FENAUDE ZONA SUR           | Sur      | 7        |
| FENAUDE ZONA AUSTRAL       | Austral  | 6        |

## Deportes
La función principal de la institución es promover el deporte universitario en cualquier disciplina por ende todos los deportes del programa FISU son apoyados por dicha entidad pero actualmente cuenta con Campeonatos nacionales en 21 deportes.
| - Cross Country - Baloncesto 3x3 - Balonmano - Escalada deportiva - Fútbol - Natación | - Gimnasia artística - Gimnasia Rítmica - Halterofilia - Hockey - Judo - Karate | - Rugby 7 - Tenis - Tenis de mesa - Fútbol de playa - Vóley playa |

## Deportistas destacados
- Mary Dee Vargas (Pontificia Universidad Católica de Chile),en Judo.[3]
- Ignacio Morales Puentes (Universidad Andrés Bello),en Taekwondo.[4]
- Marco Grimalt (Universidad Andrés Bello),en Vóley playa.[5]
- Esteban Grimalt (Universidad Andrés Bello),en Vóley playa.[6]
- Gabriel Kehr (Universidad Católica de Temuco),en Atletismo.[7]
- Valentina Toro (Universidad de Santiago de Chile),en Karate.[8]
- Clemente Seguel (Pontificia Universidad Católica de Chile),en Vela.
- Esteban Bustos (Universidad de Chile),en Pentatlón moderno.[9]